# Lidia Blomgren
Lidia Blomgren, född 1 mars 1982 i Homel, Belarus är en svensk formgivare, illustratör och bildkonstnär bosatt i Sverige sedan 1997.
Lidia Blomgren är utbildad på Högskolan för Design och Konsthantverk i Göteborg. Hon är främst inriktad mot mönsterformgivning och illustration samt grafisk formgivning och piktogram.

## Publikationer
- 2018 pappersbok Legende let- Mønstre til perleplader, Författare, illustratör och formgivare: Lidia Blomgren, boken utgiven av Tukan förlag, Danmark
- 2018 pappersbok Lekande lätt - Mönster för pärlplattor DJUR, Författare, illustratör och formgivare: Lidia Blomgren, boken utgiven av Tukan förlag, Sverige
- 2017 pappersbok Varulven är vaken, Författare: Katti Hoflin Illustratör och formgivare: Lidia Blomgren, boken utgiven av Brombergs Bokförlag, Sverige
- 2017 pappersbok Lekande lätt - Mönster för pärlplattor, Författare, illustratör och formgivare: Lidia Blomgren, boken utgiven av Tukan förlag, Sverige
- 2017 ljudbok Tio gorillor, Författare, illustratör och formgivare: Lidia Blomgren, boken utgiven av Alfabeta Bokförlag, Sverige
- 2015 väggkalender, Illustratör: Lidia Blomgren, utgiven av Burde Förlag, Sverige
- 2015 pappersbok Ten Gorillas, Författare, illustratör och formgivare: Lidia Blomgren, boken utgiven av Kanne Miller, USA
- 2014 pappersbok Tio gorillor, Författare, illustratör och formgivare: Lidia Blomgren, boken utgiven av Alfabeta Bokförlag, Sverige

## Utställningar
- Mars – Augusti 2020 medverkade Lidia Blomgren med tre verk i - Full vision 2020 / samlingsutställning Länssalong, Jönköpings Läns Museum.
- Våren 2014 valdes Lidia Blomgren in som en av fem västsvenska designers att delta i MOFF – mönster mot offentlig miljö som är ett projekt initierat av Svensk Form i syfte att undersöka de digitala tryckteknikernas möjligheter att på ett hållbart sätt trycka mönster på olika typer av material så som kakel, ljudabsorbenter för vägg och tak, tapeter, plana träytor och textilier.

## Tävlingar och priser
- December 2015 bilderboken Ten gorillas utses som 2015 bästa pedagogiska bok i kategorin: Räkning/ABC by Gelett Burgess, USA
- December 2014 bilderboken Tio gorillor röstades fram till sjätte plats i Bokjuryns topp-tio-lista med årets svenska bilderböcker.
- December 2013 Vinnare av Castorpriset 2013, Alfabeta Bokförlag
- Augusti 2011första pris i "Shoe Box", en tävling organiserad av Agents Companie Nordic Shoe & Bag Fair, Stockholm
- Våren 2010 en av 25 deltagare i Folkdräkt 2.0 anordnat av STF, Svenska Turistföreningen i samband med 125 jubileum

## Stipendier
- December 2020 Ettårigt arbetsstipendium, Sveriges författarfond
- September 2015, Ettårigt arbetsstipendium, Konstnärsnämnden
- Oktober 2011, Konststipendium från Otto and Charlotte Mannheimer fond
- Mars 2011, Konststipendium från Otto and Charlotte Mannheimer fond
- September 2010, Textilkonst-stipendium från TEKO - Sveriges Textil- och Modeföretag
- Maj 2009 Konststipendium från Kerstin Öbergs fond